# 邵淑琦
邵淑琦，英文：Priscylla Shaw，新加坡社会活动家、教育家、艺术文化界人士。新加坡家護基金主席。

## 生平
祖籍浙江省宁波镇海县。祖父为亚太影视大亨邵逸夫爵士，父亲为新加坡企业家邵維銘，母亲郭碧瑜是吉隆坡礦業大王郭洪女兒。家中独女。 
早年留学英国，毕业于牛津大学法学院，20世纪80年代中期在格雷律師學院获得英国律师资格。回到新加坡后，在新加坡律师学院服务达十一年之久，并曾在新加坡三大律师事务所都工作过。
后从事慈善、健康、文化教育事业。是新加坡最大健康护理基金的主要赞助人和董事局成员。自2008年，加入新加坡护士总统奖的选委会。20世纪90年代，成为新加坡艺术基金的董事成员和主要赞助人。2005年至2009年，是新加坡艺术博物馆主席。曾是新加坡亚洲文明博物馆主席。是新加坡国立公园董事局成员。是新加坡国家志愿者和慈善中心董事。
现任英士國際商學院董事，新加坡国立艺术委员会董事，新加坡国立大学音乐文化遗产中心董事，新加坡邵氏基金会成员。

## 荣誉
- 2008年，获得新加坡公共服务勋章[3]。
- 2010年，获得法國榮譽軍團勳章，由法国驻新加坡大师颁授。其父邵維銘于隔年2011年同样获此殊荣，父女相继获得法国大使颁授法国政府勋章，成为一时美谈[6]。